# Eau positive
 (juin 2024).
La mise en forme du texte ne suit pas les recommandations de Wikipédia : il faut le « wikifier ».
Les points d'amélioration suivants sont les cas les plus fréquents. Le détail des points à revoir est peut-être précisé sur la page de discussion.
- Les titres sont pré-formatés par le logiciel. Ils ne sont ni en capitales, ni en gras.
- Le texte ne doit pas être écrit en capitales (les noms de famille non plus), ni en gras, ni en italique, ni en « petit »…
- Le gras n'est utilisé que pour surligner le titre de l'article dans l'introduction, une seule fois.
- L'italique est rarement utilisé : mots en langue étrangère, titres d'œuvres, noms de bateaux, etc.
- Les citations ne sont pas en italique mais en corps de texte normal. Elles sont entourées par des guillemets français : « et ».
- Les listes à puces sont à éviter, des paragraphes rédigés étant largement préférés. Les tableaux sont à réserver à la présentation de données structurées (résultats, etc.).
- Les appels de note de bas de page (petits chiffres en exposant, introduits par l'outil «  Source ») sont à placer entre la fin de phrase et le point final[comme ça].
- Les liens internes (vers d'autres articles de Wikipédia) sont à choisir avec parcimonie. Créez des liens vers des articles approfondissant le sujet. Les termes génériques sans rapport avec le sujet sont à éviter, ainsi que les répétitions de liens vers un même terme.
- Les liens externes sont à placer uniquement dans une section « Liens externes », à la fin de l'article. Ces liens sont à choisir avec parcimonie suivant les règles définies. Si un lien sert de source à l'article, son insertion dans le texte est à faire par les notes de bas de page.
- La présentation des références doit suivre les conventions bibliographiques. Il est recommandé d'utiliser les modèles {{Ouvrage}}, {{Chapitre}}, {{Article}}, {{Lien web}} et/ou {{Bibliographie}}. Le mode d'édition visuel peut mettre en forme automatiquement les références.
- Insérer une infobox (cadre d'informations à droite) n'est pas obligatoire pour parachever la mise en page.

Pour une aide détaillée, merci de consulter Aide:Wikification.
Si vous pensez que ces points ont été résolus, vous pouvez retirer ce bandeau et améliorer la mise en forme d'un autre article.
Le concept d'eau positive (en anglais water positive) peut être défini comme le concept dans lequel une entité, telle qu'une entreprise, une communauté ou un individu, va au-delà de la simple conservation de l'eau et contribue activement à la gestion durable et à la restauration des ressources en eau. Cela implique la mise en œuvre de pratiques et de technologies qui réduisent la consommation d'eau, améliorent la qualité de l'eau et augmentent sa disponibilité. L'objectif d'être Water Positive est de laisser un impact positif sur les écosystèmes aquatiques et de garantir que plus d'eau est conservée et restaurée que ce qui est utilisé ou épuisé,,.

## Définition
Être "Water Positive" est un concept qui signifie qu'une entité, qu'il s'agisse d'une entreprise, d'une communauté ou d'un individu, va au-delà de la simple conservation de l'eau et contribue activement à la gestion durable et à la restauration des ressources en eau. Cela implique la mise en œuvre de pratiques et de technologies visant à réduire la consommation d'eau et à améliorer sa disponibilité. L'objectif du Water Positive est d'avoir un impact positif sur les écosystèmes aquatiques, en garantissant que plus d'eau soit conservée et restaurée qu'il n'en est utilisé ou consommé, contribuant ainsi à la régénération des ressources en eau.

## Histoire
Le concept Water Positive est né dans le secteur de la construction au début des années 2000. Cela a été en réponse à l'objectif d'optimiser les pratiques de construction : réduire l'impact environnemental par des réductions de terre et de matériaux, ainsi que par la conservation de l'énergie et de l'eau pour produire des « bâtiments à impact zéro ». Pour conserver l'eau, la collecte des eaux de pluie a été envisagée afin de minimiser la dépendance à la consommation d'eau douce.
Le concept de Water Positive s'est étendu à d'autres domaines et industries à mesure que les préoccupations concernant les défis mondiaux de la pénurie d'eau douce ont commencé à émerger. L'idée a gagné en popularité car elle pouvait être intégrée de manière pratique à l'agenda existant de "Zéro Émission Nettes", visant à préserver l'environnement par une gestion durable des ressources clés. Cela implique des responsabilités civiques et corporatives pour optimiser et gérer les ressources et les déchets afin d'atteindre une réduction nette de l'impact environnemental. Des mécanismes d'incitation tels que les crédits (crédits carbone ou crédits positifs pour l'eau) ont été introduits, facilitant l'échange commercial contre des devises légales entre les vendeurs (détenteurs de crédits carbone autorisés ou crédits positifs pour l'eau) et les acheteurs, favorisant ainsi des impacts environnementaux positifs.
Tout comme la compensation des gaz à effet de serre (GES), l'idée derrière Water Positive vise à équilibrer l'empreinte hydrique grâce à la mise en œuvre de mesures d'efficacité des processus, de purification de l'eau, de recharge des aquifères, de conservation des écosystèmes et d'autres initiatives de compensation de l'eau. Il met l'accent sur la gestion de cette ressource cruciale afin que les organisations puissent contribuer davantage à la durabilité globale de l'eau.

## Évaluation d'Impact Hídrico
L'initiative Water Positive vise à évaluer l'impact environnemental de la consommation d'eau dans diverses applications industrielles. Ainsi, il ne suffit pas d'analyser simplement la consommation directe ou indirecte d'eau d'une entité sans prendre en compte le produit ou le service échangé à l'échelle locale, régionale ou internationale. Chaque bien ou service possède une valeur de consommation d'eau cachée souvent négligée. Dans les années 1990, le Professeur John Anthony Allan, géographe britannique spécialisé dans les ressources en eau et la gestion environnementale, a introduit le concept d'Eau Virtuelle (VW), qui suggère que l'échange de biens et de services comporte une valeur tangible d'échange d'eau associée à ceux-ci et doit être prise en considération.
Le concept de Water Positive et d'eau virtuelle se combinent pour fournir une meilleure évaluation de l'impact de l'utilisation directe, indirecte et virtuelle de l'eau. Relier les produits de base à leur empreinte hydrique virtuelle

## Agrandissement du concept
La expansion mondiale du concept de Water Positive a émergé dans les années 2000 à travers les Objectifs du Millénaire pour le Développement des Nations Unies, qui sont liés à l'accès à l'eau potable et à la nécessité pour les industries de participer à la durabilité de l'eau dans leur utilisation et leur production.
Les entreprises de boissons comme The Coca-Cola Company et PepsiCo ont été parmi les premières à fixer des objectifs Water Positive pour l'eau dans les régions soumises à un stress hydrique, en investissant dans l'efficacité hydrique et des projets communautaires. Elles se sont ainsi fixé des objectifs ambitieux pour réduire la quantité d'eau potable utilisée par litre de production de leurs produits, devenant des modèles pour d'autres industries. En juin 2007, Coca-Cola a annoncé un partenariat pluriannuel avec le Fonds mondial pour la nature (WWF) pour la conservation de l'eau. E. Neville Isdell, président et directeur général de Coca-Cola, a déclaré : "Notre objectif est de remplacer chaque goutte d'eau que nous utilisons dans nos boissons et dans leur production. Pour nous, cela signifie réduire la quantité d'eau utilisée... recycler l'eau utilisée dans les processus de fabrication afin qu'elle puisse être renvoyée de manière sûre dans l'environnement et pour reconstituer l'eau dans les communautés et la nature à travers des projets locaux pertinents."
En adoptant les Objectifs de Développement Durable des Nations Unies établis en 2015 et face à une pression sociale croissante pour que les entreprises adoptent des pratiques environnementalement durables, de plus en plus d'entreprises de divers secteurs se sont engagées publiquement à devenir Water Positive d'ici 2030 à 2050.
L'augmentation de l'engagement des entreprises envers l'initiative Water Positive est intervenue après 2015, lorsque des entreprises leaders telles que Microsoft, Google, Ecolab, Unilever, Nestlé, AB InBev, Levi's, IKEA, Cargill, BP, Gap Inc., Colgate-Palmolive, Meta, Diageo, Starbucks, Danone, IBM, Procter & Gamble, Intel, et Mars ont fixé des objectifs de réduction de leur consommation opérationnelle d'eau et ont également compensé cette consommation par la mise en œuvre de stratégies telles que des systèmes de collecte des eaux de pluie, la purification de l'eau, des projets de reboisement et de recharge des aquifères, ainsi que d'autres initiatives visant à améliorer les bassins versants soumis à un stress hydrique.

### Stratégies pour être Water Positive
Les principales stratégies pour que les entreprises puissent devenir Water Positive, appliquées par des entreprises et des entités, ont été présentées lors de la Conférence des Nations Unies sur l'Eau qui s'est tenue à New York en 2023 et sont résumées ci-dessous. En suivant systématiquement ces directives et en s'engageant à long terme, plusieurs entreprises se sont fixé pour objectif de devenir Water Positive dans un délai de 10 à 15 ans. Les stratégies sont les suivantes :
- Implémenter des technologies et procès pour réduire le #consommation direct et indirect d'eau à travers l'optimisation de procès, la production circulaire et le recyclage et reutilización de l'eau.
- Compenser l'empreinte hídrica résiduelle à travers des projets qu'augmentent et ils améliorent la disponibilité et qualité de l'eau en les cuencas impactadas moyennant la construction de humedales et fermes d'algues, les plantes de traitement, la reforestation, la chamarre de acuíferos, les systèmes de recolección d'eau de pluie, entre autres innovations.
- Investissement en recherche et développement pour implémenter nouvelles technologies que optimicen l'usage de l'eau.
- Établir des associations avec ONG, communautés locales et autres acteurs pour devancer dans la gestion intégrée des ressources hídricos partagés.
- Promouvoir une culture de durabilité hídrica entre des employés et des consommateurs à travers des programmes de sensibilisation sur l'usage responsable de l'eau.
- Établir des stimulants compensatorios par l'application de systèmes de purification de barrières multiples aussi bien que ultrafiltración, microfiltración, nanofiltración, ósmosis inverse, radiation ultravioleta ou sa combinaison que purifiquen l'eau de façon sustentable et obtiennent les buts de production de Water Positive.

### Compensation Positive de l'Eau
Le 14 septembre 2021, Alejandro Sturniolo, vice-président de l'Association internationale de dessalement (IDA), et Domingo Zarzo, président de l'Association espagnole de dessalement et de réutilisation (AEDyR), se sont rencontrés à Alicante pour préparer le premier projet de programme de compensation des crédits d'eau par la purification de l'eau. Ce cadre s'inspire des systèmes développés dans le cadre du commerce des émissions de carbone (ETS). L'objectif de cette initiative était de soutenir les entreprises engagées en faveur du Mandat de l'Eau des PDG de l'ONU, en se fixant des objectifs Water Positive. Cela se fait en produisant de l'eau nouvelle, en réduisant la consommation d'eau, et en compensant ensuite l'empreinte hydrique grâce à la dessalinisation de l'eau de mer et à la réutilisation des eaux usées pour compléter les cycles insuffisants.
De cette réunion, Miriam Brusilovsky, présidente de la Société de dessalement d'Israël (IDS), Esther González, Daniele Strongone, co-président du Programme des Jeunes Leaders de l'IDA, le Dr Guillem Gilabert-Oriol, et Eduardo Orteu ont convoqué plus de 60 professionnels de l'eau, ingénieurs et chercheurs pour former le Water Positive Think Tank. Ce groupe vise à démocratiser les connaissances sur la génération d'impact positif à travers les technologies de purification pour la recharge gérée des aquifères et l'utilisation directe/indirecte, soutenant ainsi les engagements positifs des entreprises vis-à-vis de l'eau.
La compensation de l'empreinte hydrique permet aux entreprises ou aux particuliers d'investir dans des projets ayant un impact positif sur la potabilisation ou l'économie d'eau pour neutraliser leur empreinte environnementale. Ces projets peuvent inclure la purification de l'eau de mer, la collecte des eaux de pluie ou la régénération des eaux usées. La compensation peut être locale ou interrégionale lorsque des empreintes hydriques ou un commerce virtuel de l'eau existent, permettant ainsi de transférer de régions à faible disponibilité d'eau vers celles avec un surplus,.
Le concept de Water Positive, à travers la purification de l'eau utilisant des ressources génératrices d'eau, a été présenté pour la première fois lors de la cérémonie d'ouverture du Congrès mondial de l'IDA 2022 intitulée "Charting Resilient Water Solutions".
L'objectif de la compensation de l'empreinte hydrique est d'avoir un impact positif sur les ressources en eau mondiales. Cela peut être réalisé en collaborant avec les parties prenantes pour mettre en œuvre des systèmes de purification de l'eau dans les zones où les ressources en eau sont rares, afin d'augmenter l'approvisionnement local. De plus, cela encourage un commerce plus équilibré de l'empreinte hydrique virtuelle, c'est-à-dire l'eau utilisée pour produire des biens et des services échangés entre régions.
La régulation du commerce virtuel de l'eau peut améliorer l'efficacité globale de l'utilisation de l'eau. Les régions qui disposent d'abondantes ressources hydriques peuvent compenser une partie de l'empreinte hydrique des régions soumises à un stress hydrique important, contribuant ainsi à réduire leur dépendance vis-à-vis des importations virtuelles d'eau. Cette approche permet à la fois d'augmenter l'approvisionnement local et d'équilibrer le commerce entre les régions, représentant ainsi une gestion intégrée des ressources en eau à l'échelle mondiale, similaire au marché de compensation du carbone, rendue possible uniquement par ces solutions décentralisées.